# پلیس سایبورگ
پلیس سایبورگ (به انگلیسی: Cyborg Cop) یک فیلم ویدئویی آمریکایی اکشن و علمی تخیلی محصول سال ۱۹۹۳ به کارگردانی سام فرستنبرگ با بازی دیوید بردلی، جان ریس-دیویس، تاد جانسن، آلونو شاو و روفوس سوارث در نقش سایبورگ است.
این فیلم دارای دو دنباله بنام‌های پلیس سایبورگ ۲ (۱۹۹۴) و پلیس سایبورگ ۳ (۱۹۹۵) است.

## بازیگران
- دیوید بردلی جک
- تاد جانسن - فیلیپ
- جان ریس-دیویس - کسل